# TeamViewer
TeamViewer là phần mềm dùng để điều khiển từ xa từ máy tính này sang máy tính khác, chia sẻ màn hình, chơi game trực tuyến, hội thảo trên web và truyền tập tin giữa các máy tính.

## Tính năng
TeamViewer hiện có sẵn cho Microsoft Windows, macOS, Linux, Chrome OS, iOS, Android, Windows RT, Windows Phone 8 và hệ điều hành BlackBerry. Cũng có thể truy cập máy chạy TeamViewer với trình duyệt web. Trong khi mục tiêu chính của ứng dụng là điều khiển từ xa máy tính, tính năng cộng tác và trình bày cũng được hỗ trợ.
TeamViewer có thể được người dùng phi thương mại sử dụng miễn phí, và các phiên bản Business, Premium và Corporate đều có sẵn.

## Lịch sử
Phần mềm này được phân phối bởi công ty TeamViewer GmbH, được thành lập tại Göppingen, Đức vào năm 2005. Vào năm 2018, TeamViewer có các trụ sở đại diện địa phương tại Úc và Mỹ.
Hai khoản đầu tư bên ngoài được đặt vào TeamViewer từ năm 2010. Công ty cổ phần tư nhân có trụ sở tại Anh Permira đã mua lại TeamViewer GmbH từ nhà phát triển phần mềm GFI Software Durham, North Carolina vào năm 2014. Công ty cũng tổ chức một dịch vụ đám mây sao lưu trực tuyến có tên là Airbackup.

## Sử dụng gian lận
TeamViewer và các dịch vụ tương tự đã được sử dụng để cam kết lừa đảo hỗ trợ kỹ thuật qua các cuộc gọi điện thoại. Mọi người có thể gọi trong danh sách bạn bè hoặc ngẫu nhiên, do đó tin tặc có thể lợi dụng điều này để giả làm người hỗ trợ kĩ thuật (thường là giả làm nhân viên Microsoft). Những người này thông báo máy tính của nạn nhân bị nhiễm malware sau đó yêu cầu nạn nhân trao quyền truy cập máy tính cho mình. Sau khi đã truy cập được vào máy nạn nhân, tin tặc tiến hành cài malware từ xa hoặc xoá hay sao chép một vài tập tin cá nhân của nạn nhân vào máy mình. Một nhà báo Wired chuyên điều tra các trò gian lận đã được yêu cầu cài đặt TeamViewer từ một tin tặc.
Vào tháng 3 năm 2016, một chương trình ransomware có tên "Surprise" đã khai thác TeamViewer như một kênh lây nhiễm, trong số các phương pháp phân phối khác.
Vào tháng 6 năm 2016, hàng trăm người dùng TeamViewer báo cáo rằng máy tính của họ bị truy cập và chiếm đoạt tài khoản ngân hàng từ một địa chỉ trái phép ở Trung Quốc. TeamViewer phủ nhận thông tin phần mềm bị hack và dịch vụ của họ đã ngoại tuyến một cách tự nhiên do tấn công từ chối dịch vụ.
Vào tháng 3 năm 2017, nhà cung cấp dịch vụ Internet ISP tại Vương quốc Anh và TalkTalk Group đã chặn dịch vụ TeamViewer để bảo vệ khách hàng khỏi các mưu đồ trực tuyến. Nó vẫn bị chặn đến thời điểm này.

## Khác
Vào tháng 7 năm 2018, The Register báo cáo việc sử dụng rộng rãi TeamViewer trong các cảnh BDSM cho các phiên video HD trực tiếp sau khi quan sát thấy rằng nhiều bài đăng trên Twitter tồn tại nơi những loại dịch vụ này được cung cấp.